# Exército Imperial Japonês
O Exército Imperial Japonês (大日本帝国陸軍, Dai-Nippon Teikoku Rikugun) (EIJ) foi a força terrestre oficial do Império do Japão de 1867 até 1945. Era controlado pelo Gabinete do Estado-Maior do Exército Imperial Japonês, que por sua vez era subordinado ao Imperador do Japão. O EIJ é conhecido por seus inúmeros crimes de guerra cometidos durante a Segunda Guerra Sino-Japonesa e a Guerra do Pacífico, como o Massacre de Nanquim e a Marcha da Morte de Bataan.

## História

### Origem (1868–1871)
Em meados do século XIX, o Japão não tinha um exército nacional unificado e o país era formado por domínios feudais (han) com o xogunato Tokugawa (bakufu) no controle geral, que governava o Japão desde 1603. O exército bakufu, embora uma grande força, era apenas um entre outros, e os esforços do Xogum para controlar a nação dependiam da cooperação dos exércitos de seus vassalos. A abertura do país após dois séculos de reclusão levou posteriormente à Restauração Meiji e à Guerra Boshin em 1868. Os domínios de Satsuma e Chōshū passaram a dominar a coalizão contra o xogunato.

#### Guerra Boshin
Em 27 de janeiro de 1868, as tensões entre o xogunato e os lados imperiais chegaram ao auge quando Tokugawa Yoshinobu marchou sobre Quioto, acompanhado por uma força de 15 mil homens, alguns dos quais haviam sido treinados por conselheiros militares franceses. Eles enfrentaram uma oposição de 5 mil soldados dos domínios de Satsuma, Chōshū e Tosa. Nos dois cruzamentos rodoviários de Toba e Fushimi, ao sul de Quioto, as duas forças se enfrentaram. No segundo dia de batalha, uma bandeira imperial foi entregue às tropas de defesa e um membro da família imperial, o príncipe Ninnaji, foi nomeado comandante-em-chefe nominal, tornando as forças pró-império oficialmente um exército imperial. As forças bakufu finalmente recuaram para Osaka, com as forças restantes ordenadas a recuar para Edo. Yoshinobu e seus conselheiros mais próximos partiram para Edo de navio. O encontro em Toba-Fushimi entre as forças imperiais e do xogunato marcou o início do conflito. Com o tribunal de Kyoto firmemente apoiando a coalizão Satsuma-Chōshū-Tosa, outros domínios que simpatizavam com a causa - como Tottori (Inaba), Aki (Hiroshima) e Hizen (Saga) - emergiram para assumir um papel mais ativo nas operações militares. Domínios ocidentais que apoiaram o xogunato ou permaneceram neutros também anunciaram rapidamente seu apoio ao movimento de restauração.
O recém-criado estado Meiji exigia um novo comando militar para suas operações contra o xogunato. Em 1868, o "Exército Imperial" sendo apenas um amálgama frouxo de exércitos de domínio, o governo criou quatro divisões militares: Tōkaidō, Tōsandō, San'indō e Hokurikudō, cada uma das quais recebeu o nome de uma grande rodovia da época. Supervisionando esses quatro exércitos estava um novo alto comando, o Alto Comando Expedicionário Oriental (Tōsei daisō tokufu), cujo chefe nominal era o príncipe Arisugawa-no-miya, com dois nobres da corte como oficiais superiores. Isso conectou a montagem frouxa das forças de domínio com a corte imperial, que era a única instituição nacional em um estado-nação ainda não formado. O exército enfatizou continuamente sua ligação com a corte imperial: primeiro, para legitimar sua causa; em segundo lugar, marcar os inimigos do governo imperial como inimigos da corte e traidores; e, por último, obter apoio popular. Para fornecer alimentos, armas e outros suprimentos para a campanha, o governo imperial estabeleceu estações de retransmissão logística ao longo de três grandes rodovias. Esses pequenos depósitos mantinham material armazenado fornecido por domínios locais pró-governo ou e outros que se opunham ao governo imperial. Os aldeões locais eram rotineiramente contratados como carregadores para mover e entregar suprimentos entre os depósitos e as unidades da linha de frente.

#### Problemas para formar um exército centralizado
Inicialmente, o novo exército lutou sob arranjos improvisados, com canais de comando e controle pouco claros e nenhuma base de recrutamento fixa. Embora lutassem pela causa imperial, muitas das unidades eram leais aos seus domínios e não à corte imperial. Em março de 1869, o governo imperial criou vários escritórios administrativos, incluindo um militar; e no mês seguinte organizou uma guarda imperial de 500 homens, que consistia em tropas Satsuma e Chōshū reforçadas por veteranos do confronto em Toba-Fushimi, bem como yeoman e samurais de vários domínios. A corte imperial disse aos domínios para restringir o tamanho de seus exércitos locais e contribuir para o financiamento de uma escola nacional de treinamento de oficiais em Quioto. No entanto, em poucos meses, o governo dissolveu tanto o ramo militar quanto a guarda imperial: o primeiro era ineficaz, enquanto o segundo carecia de armamento e equipamentos modernos. Para substituí-los, duas novas organizações foram criadas. Uma delas era a diretoria de assuntos militares, composta por dois departamentos, um para o exército e outro para a marinha. A diretoria elaborou um exército de contribuições de tropas de cada domínio proporcional à produção anual de arroz de cada domínio (koku). Este exército conscrito (chōheigun) integrou samurais e plebeus de vários domínios em suas fileiras. Com o desenrolar da guerra, o Império esperava recrutar tropas dos domínios mais ricos e, em junho, fixou-se a organização do exército, onde cada domínio era obrigado a enviar dez homens por cada 10 000 koku de arroz produzido. No entanto, esta política colocou o governo imperial em competição direta com os domínios para recrutamento militar, o que não foi corrigido até abril de 1868, quando o governo proibiu os domínios de alistarem tropas. Consequentemente, o sistema de cotas nunca funcionou totalmente como planejado e foi abolido no ano seguinte.

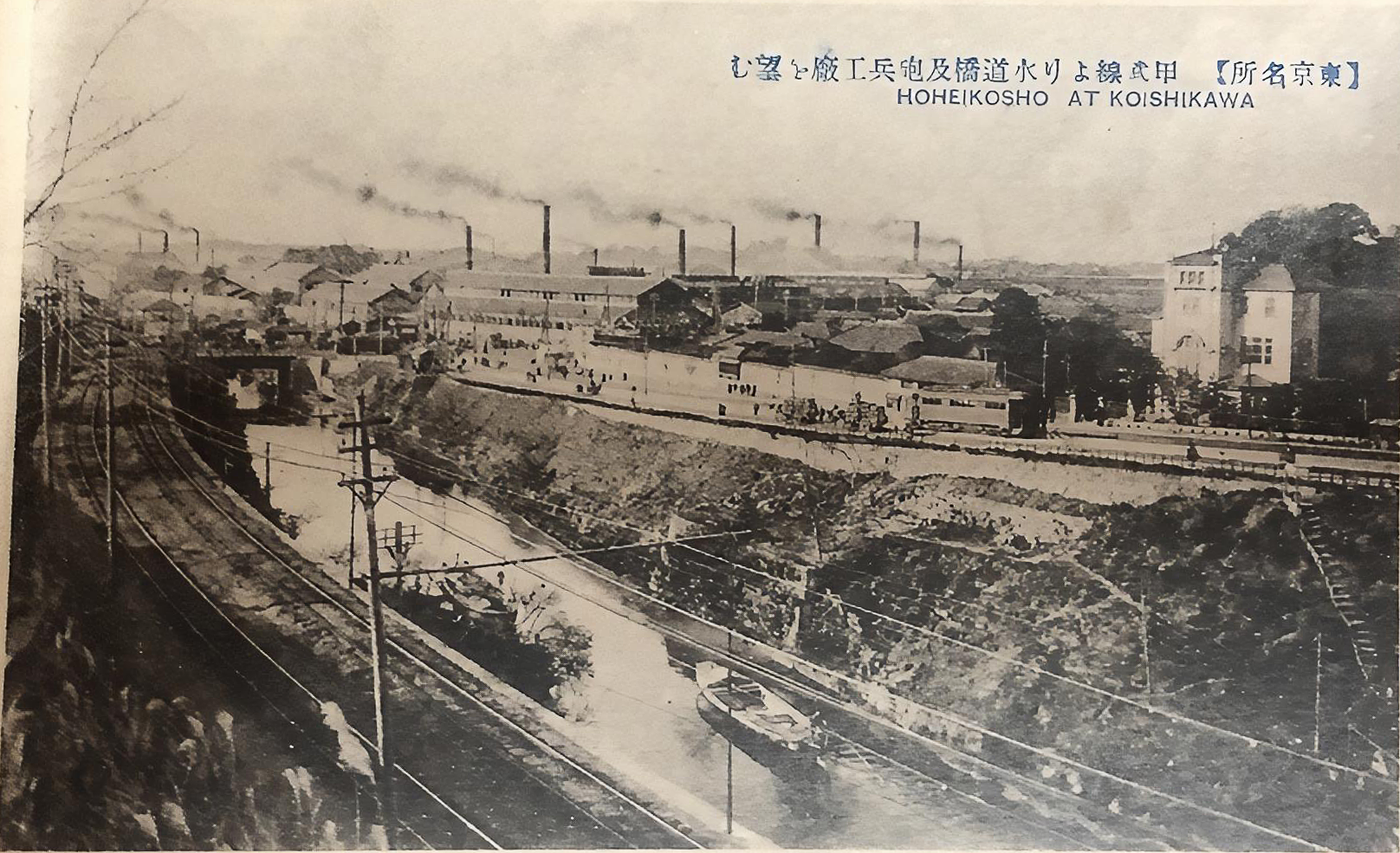
O Arsenal Koishikawa em Tóquio, inaugurado em 1871, logo após a restauração Meiji.

As forças imperiais encontraram inúmeras dificuldades durante a guerra, especialmente durante a campanha no leste do Japão. O quartel-general na distante Quioto muitas vezes propunha planos em desacordo com as condições locais, o que gerava tensões com os oficiais de campo, que em muitos casos ignoravam a direção centralizada em favor de uma ação unilateral. O exército carecia de uma equipe central forte que fosse capaz de fazer cumprir as ordens. Consequentemente, as unidades militares estavam à mercê da liderança e direção de comandantes individuais. Isso não foi ajudado pela ausência de uma doutrina tática unificada, que deixou as unidades para lutar de acordo com as táticas favorecidas por seus respectivos comandantes. Houve um aumento do ressentimento de muitos comandantes de patente inferior, pois as posições superiores do exército foram monopolizadas pela nobreza junto com samurais de Chōshū e Satsuma. O uso de plebeus dentro do novo exército criou ressentimento entre a classe samurai. Embora o nascente governo Meiji tenha alcançado sucesso militar, a guerra deixou um resíduo de guerreiros descontentes e plebeus marginalizados, juntamente com um tecido social dilacerado.

### Criação de um exército nacional (1871–1873)

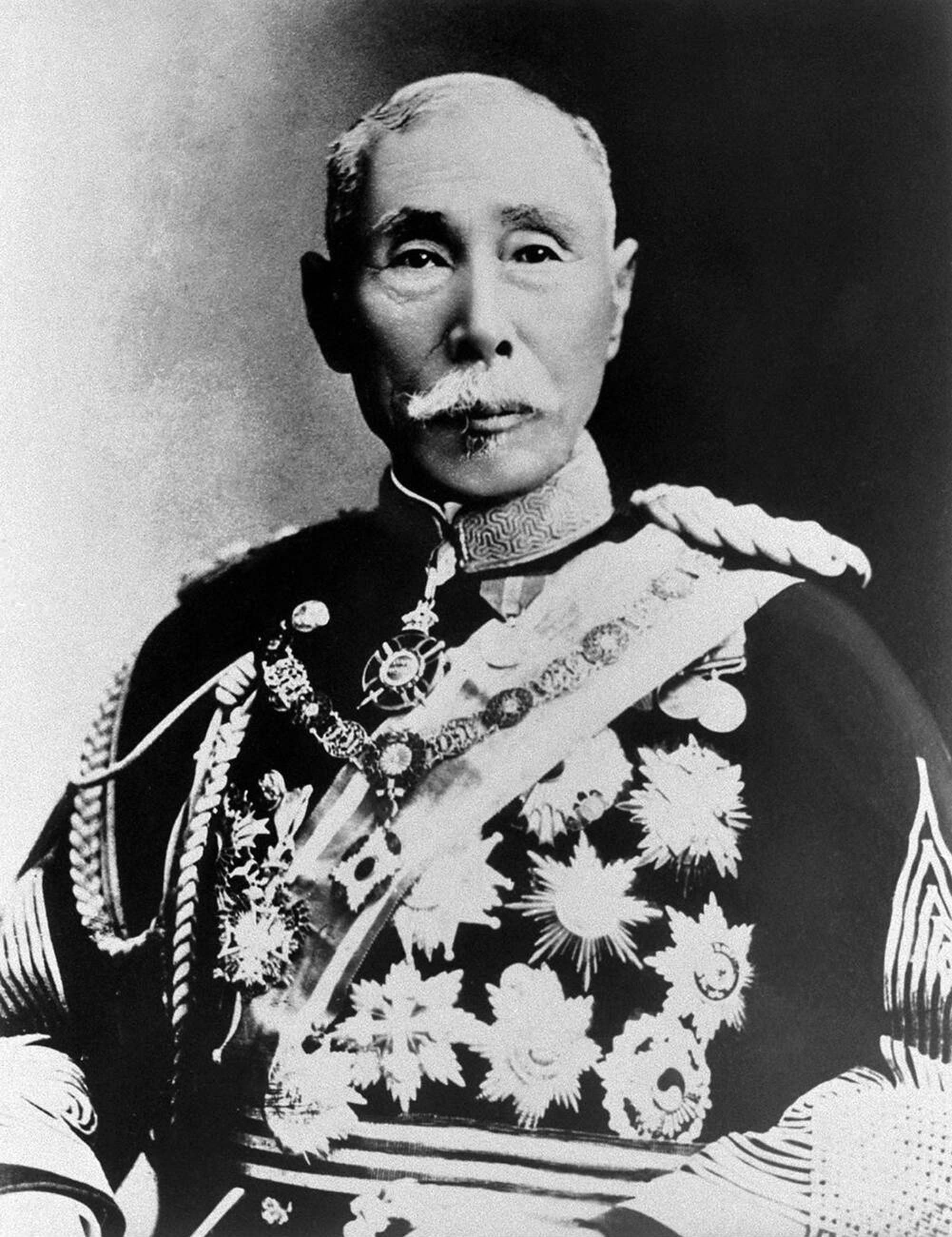
Príncipe Yamagata Aritomo, marechal de campo do Exército Imperial Japonês e duas vezes primeiro-ministro do Japão. Ele foi um dos principais arquitetos das fundações militares do Japão moderno. Yamagata Aritomo é considerado o pai do militarismo japonês.

Após a derrota do xogunato Tokugawa e das operações no nordeste de Honshu e Hokkaido, não existia um verdadeiro exército nacional. Muitos na coalizão de restauração reconheceram a necessidade de uma autoridade centralizada forte e, embora o lado imperial fosse vitorioso, o governo Meiji inicialmente era fraco e os líderes tinham que manter sua posição com seus domínios cujas forças militares eram essenciais para o que quer que o governo precisasse alcançar. Os líderes da restauração estavam divididos sobre a futura organização do exército. Ōmura Masujirō, que buscou um governo central forte às custas dos domínios, defendeu a criação de um exército nacional sob o controle do governo, a introdução do recrutamento para plebeus e a abolição da classe samurai. Ōkubo Toshimichi preferia uma pequena força voluntária composta por ex-samurais. Os pontos de vista de Ōmura para modernizar as forças armadas do Japão levaram ao seu assassinato em 1869 e suas ideias foram amplamente implementadas após sua morte por Yamagata Aritomo. Aritomo é descrito como o pai do Exército Imperial Japonês. Yamagata havia comandado unidades mistas de plebeus e samurais Chōshū durante a Guerra Boshin e estava convencido do mérito dos soldados camponeses. Embora ele próprio fizesse parte da classe samurai, sendo de status inferior insignificante, Yamagata desconfiava da classe guerreira, vários membros dos quais ele considerava como perigos claros para o estado Meiji.

#### Estabelecimento da Guarda Imperial e reformas institucionais

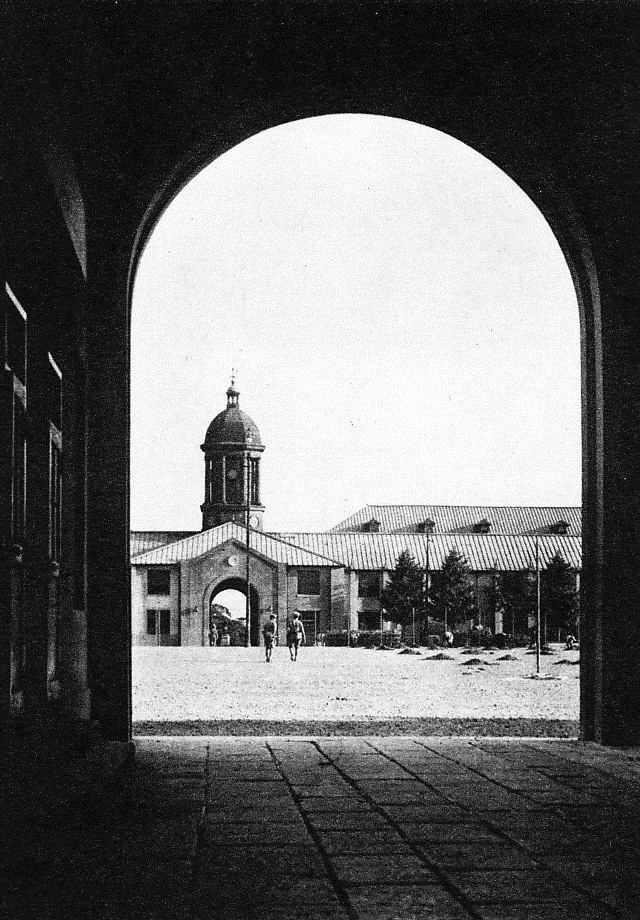
Quartel da Guarda Imperial, por volta de 1940

Em março de 1871, o Ministério da Guerra anunciou a criação de uma Guarda Imperial (Goshinpei) de seis mil homens, composta por nove batalhões de infantaria, duas baterias de artilharia e dois esquadrões de cavalaria. O imperador doou 100 000 ryō para subscrever a nova unidade, que estava subordinada à corte. Ela era composta por membros dos domínios Satsuma, Chōshū e Tosa, que lideraram a restauração. Satsuma forneceu quatro batalhões de infantaria e quatro baterias de artilharia; Chōshū forneceu três batalhões de infantaria; Tosa dois batalhões de infantaria, dois esquadrões de cavalaria e duas baterias de artilharia. Pela primeira vez, o governo Meiji foi capaz de organizar um grande corpo de soldados sob um esquema consistente de classificação e pagamento com uniformes, que eram leais ao governo e não aos domínios. A principal missão da Guarda Imperial era proteger o trono suprimindo revoltas samurais domésticas, revoltas camponesas e manifestações antigovernamentais. A posse dessa força militar foi um fator na abolição do sistema han pelo governo.
O ministério militar (Hyōbushō) foi reorganizado em julho de 1871; em 29 de agosto, simultaneamente com o decreto de abolição dos domínios, o Daijō-kan ordenou aos daimiôs locais que dispersassem seus exércitos privados e entregassem suas armas ao governo. Embora o governo sofresse com a ameaça estrangeira, especialmente a expansão da Rússia para o sul, para justificar um exército nacional, o perigo imediatamente percebido era a insurreição doméstica. Consequentemente, em 31 de agosto, o país foi dividido em quatro distritos militares, cada um com sua própria guarnição (chindai) para lidar com levantes camponeses ou insurreições samurais. A Guarda Imperial formou a guarnição de Tóquio, enquanto as tropas dos antigos domínios preencheram as fileiras das guarnições de Osaka, Kumamoto e Sendai. As quatro guarnições tinham um total de cerca de 8.000 soldados - principalmente infantaria, mas também algumas centenas de artilheiros e engenheiros. Destacamentos menores de tropas também guardavam postos avançados em Kagoshima, Fushimi, Nagoia, Hiroshima e outros lugares. No final de dezembro de 1871, o exército estabeleceu a modernização e a defesa costeira como prioridades; planos de longo prazo foram concebidos para uma força armada manter a segurança interna, defender áreas costeiras estratégicas, treinar e educar oficiais militares e navais e construir arsenais e depósitos de suprimentos. Apesar da retórica anterior sobre a ameaça estrangeira, pouco planejamento foi direcionado contra a Rússia. Em fevereiro de 1872, o ministério militar foi abolido e foram estabelecidos ministérios separados para o exército e a marinha.

#### Conscrição

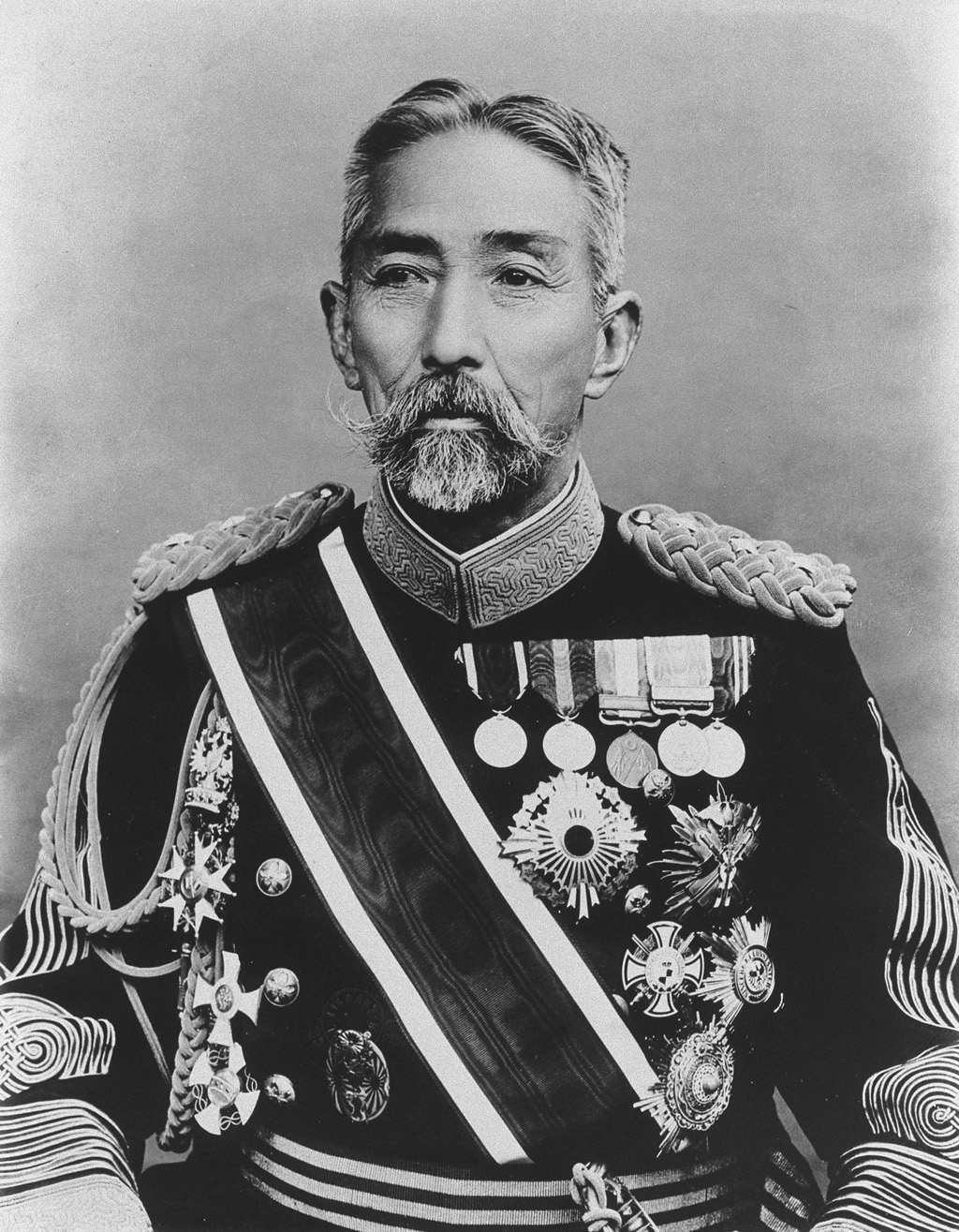
Marquês Nozu Michitsura, um marechal de campo no início do Exército Imperial Japonês. Ele foi nomeado chefe de gabinete da Guarda Imperial em 1874.

A conscrição promulgada em 10 de janeiro de 1873 tornou o serviço militar universal obrigatório para todos os súditos do sexo masculino no país. A lei exigia um total de sete anos de serviço militar: três anos no exército regular (jōbigun), dois anos na reserva (dai'ichi kōbigun) e mais dois anos na segunda reserva (daini kōbigun). Todos os homens aptos entre 17 e 40 anos eram considerados membros da guarda nacional (kokumingun), que só serviria em uma crise nacional grave, como um ataque ou invasão do Japão. O exame de recrutamento decidia qual grupo de recrutas entraria no exército, aqueles que reprovassem no exame eram dispensados de todos os exames, exceto para a guarda nacional. Os recrutas aprovados entravam no sorteio, onde alguns eram selecionados para o serviço ativo. Um grupo menor seria selecionado para o serviço de substituição (hojū-eki) caso algo acontecesse a qualquer um dos soldados da ativa; o resto foi dispensado. Uma das principais diferenças entre o samurai e a classe camponesa era o direito de portar armas; esse antigo privilégio foi repentinamente estendido a todos os homens da nação. Havia várias isenções, incluindo criminosos, aqueles que poderiam mostrar dificuldades, os fisicamente incapazes, chefes de família ou herdeiros, estudantes, burocratas do governo e professores. Um conscrito também poderia comprar uma isenção de ¥ 270, que era uma soma enorme para a época e que restringia esse privilégio aos ricos. Sob a nova liderança de 1873, o exército conscrito era composto principalmente de segundos e terceiros filhos de fazendeiros empobrecidos que constituíam as guarnições regionais, enquanto ex-samurais controlavam a Guarda Imperial e a guarnição de Tóquio.

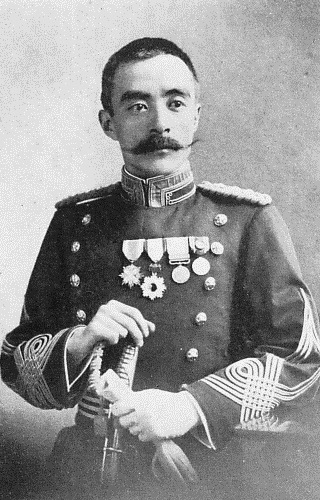
Marquês Jutoku Saigo, um general do antigo Exército Imperial Japonês. Ele é sobrinho de Saigō Takamori, o líder da Rebelião Satsuma de 1877. Muitos dos rebeldes foram incorporados ao Exército Imperial após o fracasso do levante armado.

Inicialmente, por causa do pequeno tamanho do exército e numerosas isenções, relativamente poucos jovens foram realmente recrutados para um mandato de três anos no serviço ativo. Em 1873, o exército contava com aproximadamente 17 900 soldados, de uma população de 35 milhões na época; dobrou para cerca de 33 000 em 1875. O programa de recrutamento aumentou lentamente os números. A agitação pública começou em 1874, atingindo o ápice na Rebelião de Satsuma de 1877, que usou os slogans "opor-se ao recrutamento", "opor-se às escolas primárias" e "lutar contra a Coreia". Demorou um ano para o novo exército esmagar a revolta, mas as vitórias se mostraram críticas na criação e estabilização do governo imperial e na realização de amplas reformas sociais, econômicas e políticas que permitiram ao Japão se tornar um estado moderno que poderia ser comparado a França, Alemanha e outras potências europeias.

### Desenvolvimento e modernização (1873–1894)

#### Ajuda estrangeira
O início do Exército Imperial Japonês foi desenvolvido com a ajuda de conselheiros da França, por meio de missões militares francesas ao Japão no decorrer das décadas de 1870 e 1880. No entanto, após a derrota da França em 1871, o governo japonês mudou o modelo militar como os vitoriosos alemães. De 1886 a abril de 1890, contratou conselheiros militares alemães (Major Jakob Meckel, substituído em 1888 por von Wildenbrück e Capitão von Blankenbourg) para auxiliar no treinamento do Estado-Maior japonês. Em 1878, o Gabinete do Estado-Maior do Exército Imperial Japonês, baseado no Estado-Maior General Alemão, foi estabelecido diretamente sob o comando do Imperador e recebeu amplos poderes para planejamento e estratégia militar.
Outros consultores militares estrangeiros conhecidos foram o Major Pompeo Grillo do Reino de Itália, que trabalhou na fundição de Osaka de 1884 a 1888, seguido pelo Major Quaratezi de 1889 a 1890; e o capitão Schermbeck da Holanda, que trabalhou na melhoria das defesas costeiras de 1883 a 1886. O Japão não usou conselheiros militares estrangeiros entre 1890 e 1918, até uma missão militar francesa no Japão em 1918, chefiada pelo comandante Jacques-Paul Faure, solicitada para auxiliar o desenvolvimento dos serviços aéreos japoneses.

#### Invasão de Taiwan
A invasão japonesa de Taiwan sob o domínio Qing em 1874 foi uma expedição punitiva das forças militares japonesas em resposta ao massacre de 54 ryukyuanos de dezembro de 1871. O povo Paiwan, que são indígenas de Taiwan, assassinou 54 tripulantes de um navio mercante naufragado do Reino de Ryukyu na ponta sudoeste de Taiwan. 12 homens foram resgatados pela comunidade local de língua chinesa e transferidos para Miyako-jima, nas ilhas Ryūkyū. O Império do Japão usou isso como desculpa para afirmar a soberania sobre o Reino de Ryukyu, que era um estado vassalo do Japão e da Dinastia Qing na época, e para tentar o mesmo com Taiwan, um território Qing. A invasão marcou a primeira operação no exterior do Exército e da Marinha Imperial Japonesa.

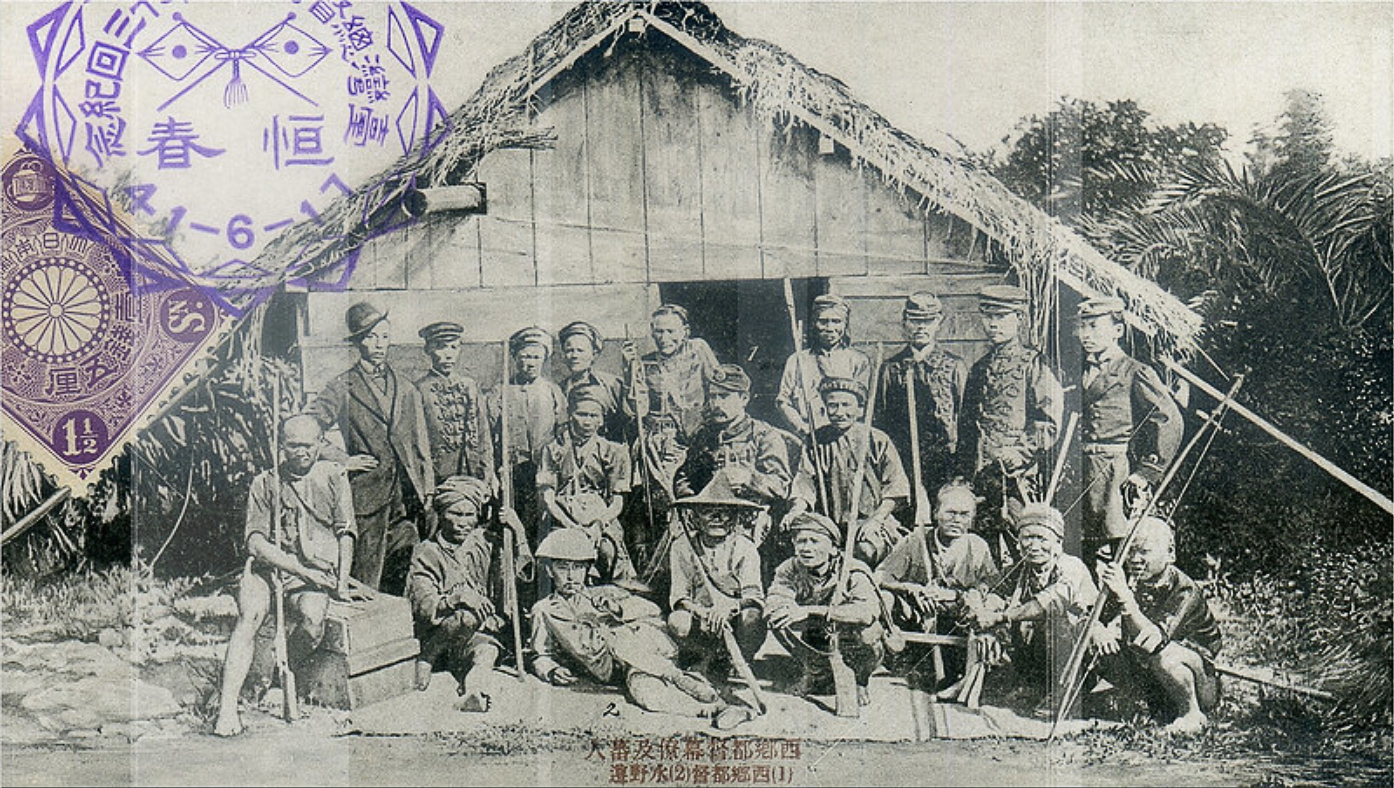
Comandante Saigō Tsugumichi (sentado no centro) retratado com líderes Paiwan.

Um Rescrito Imperial para Soldados e Marinheiros de 1882 pedia lealdade inquestionável ao Imperador pelas novas forças armadas e afirmava que os comandos de oficiais superiores eram equivalentes aos comandos do próprio Imperador. A partir de então, os militares passaram a existir em relação íntima e privilegiada com a instituição imperial.
Líderes militares de alto escalão tiveram acesso direto ao imperador e autoridade para transmitir seus pronunciamentos diretamente às tropas. A relação simpática entre conscritos e oficiais, particularmente oficiais subalternos que vinham principalmente do campesinato, tendia a aproximar os militares do povo. Com o tempo, a maioria das pessoas passou a buscar orientação em questões nacionais mais para os militares do que para os líderes políticos.
Na década de 1890, o Exército Imperial Japonês cresceu e se tornou o exército mais moderno da Ásia: bem treinado, bem equipado e com bom moral. No entanto, era basicamente uma força de infantaria deficiente em cavalaria e artilharia quando comparada com seus contemporâneos europeus. As peças de artilharia, que eram compradas da América e de vários países europeus, apresentavam dois problemas: eram escassas e as relativamente poucas disponíveis eram de vários calibres diferentes, causando problemas no abastecimento de munição.[carece de fontes?]

### Primeira Guerra Sino-Japonesa
Nos primeiros meses de 1894, a Rebelião Camponesa Donghak estourou no sul da Coreia e logo se espalhou pelo resto do país, ameaçando a própria capital da Coreia, Seul. Os chineses, desde o início de maio, tomaram medidas para preparar a mobilização de suas forças nas províncias de Zhili, Xantum e na Manchúria, como consequência da tensa situação na península coreana. Essas ações foram planejadas mais como uma demonstração armada destinada a fortalecer a posição chinesa na Coreia do que como uma preparação para a guerra com o Japão. Em 3 de junho, o governo chinês aceitou os pedidos do governo coreano para enviar tropas para ajudar a reprimir a rebelião, além disso, eles também informaram os japoneses sobre a ação. Decidiu-se enviar 2 500 homens para Asan, a cerca de 70 km da capital Seul. As tropas chegaram a Asan em 9 de junho e foram reforçadas por mais 400 em 25 de junho, totalizando cerca de 2 900 soldados chineses em Asan.

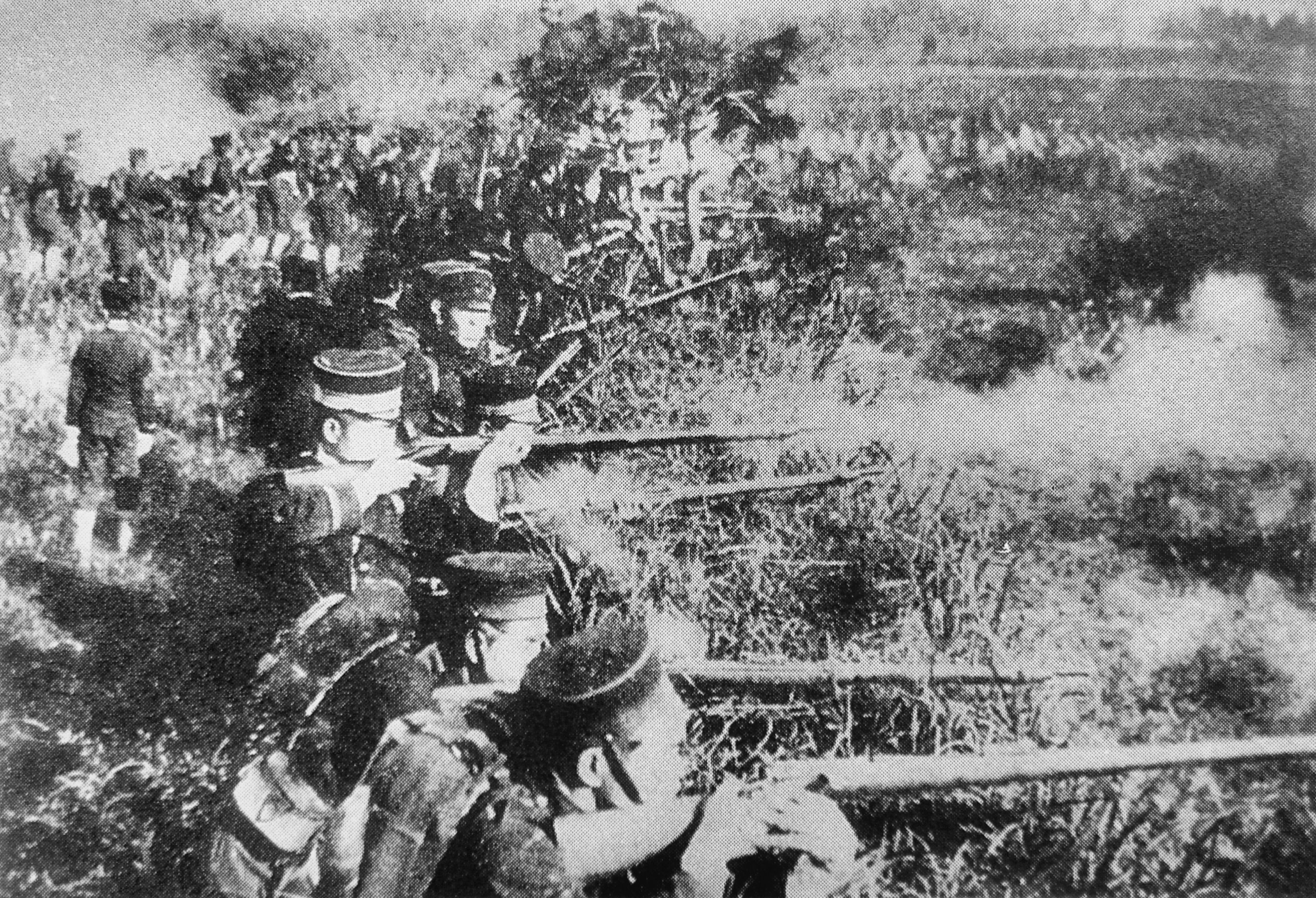
Tropas japonesas durante a Guerra Sino-Japonesa

Desde o início, os acontecimentos na Coreia foram cuidadosamente observados em Tóquio. O governo japonês logo se convenceu de que a rebelião de Donghak levaria à intervenção chinesa na Coreia. Como resultado, logo após saber da solicitação do governo coreano de ajuda militar chinesa, o Imperador Japonês ordenou imediatamente que todos os navios de guerra nas proximidades fossem enviados para Busan e Incheon. Em 9 de junho, uma formação de 420 rikusentai, selecionados entre as tripulações dos navios de guerra japoneses, foi imediatamente despachada para Seul, onde serviram temporariamente como contrapeso às tropas chinesas acampadas em Asan. Simultaneamente, os japoneses decidiram enviar uma brigada reforçada de aproximadamente 8 000 soldados para a Coreia. A brigada reforçada, incluindo unidades auxiliares, sob o comando do general Oshima Yoshimasa foi totalmente transportada para a Coreia em 27 de junho. Os japoneses declararam aos chineses que estavam dispostos a retirar a brigada sob o comando do general Oshima se os chineses deixassem Asan antes. No entanto, quando em 16 de julho, 8 000 soldados chineses desembarcaram perto da entrada do rio Taedong para reforçar as tropas chinesas guarnecidas em Pyongyang, os japoneses deram um ultimato a Li Hongzhang, ameaçando agir se mais tropas fossem enviadas para a Coreia. Consequentemente, o general Oshima em Seul e os comandantes dos navios de guerra japoneses em águas coreanas receberam ordens que lhes permitiam iniciar operações militares se mais tropas chinesas fossem enviadas para a Coreia. Apesar desse ultimato, Li considerou que os japoneses estavam blefando e tentavam sondar a prontidão chinesa em fazer concessões. Ele decidiu, portanto, reforçar as forças chinesas em Asan com mais 2 500 soldados, 1 300 dos quais chegaram a Asan durante a noite de 23 para 24 de julho. Ao mesmo tempo, na madrugada de 23 de julho, os japoneses haviam tomado o controle do Palácio Real de Seul e aprisionado o rei Gojong, obrigando-o a renunciar aos laços com a China.

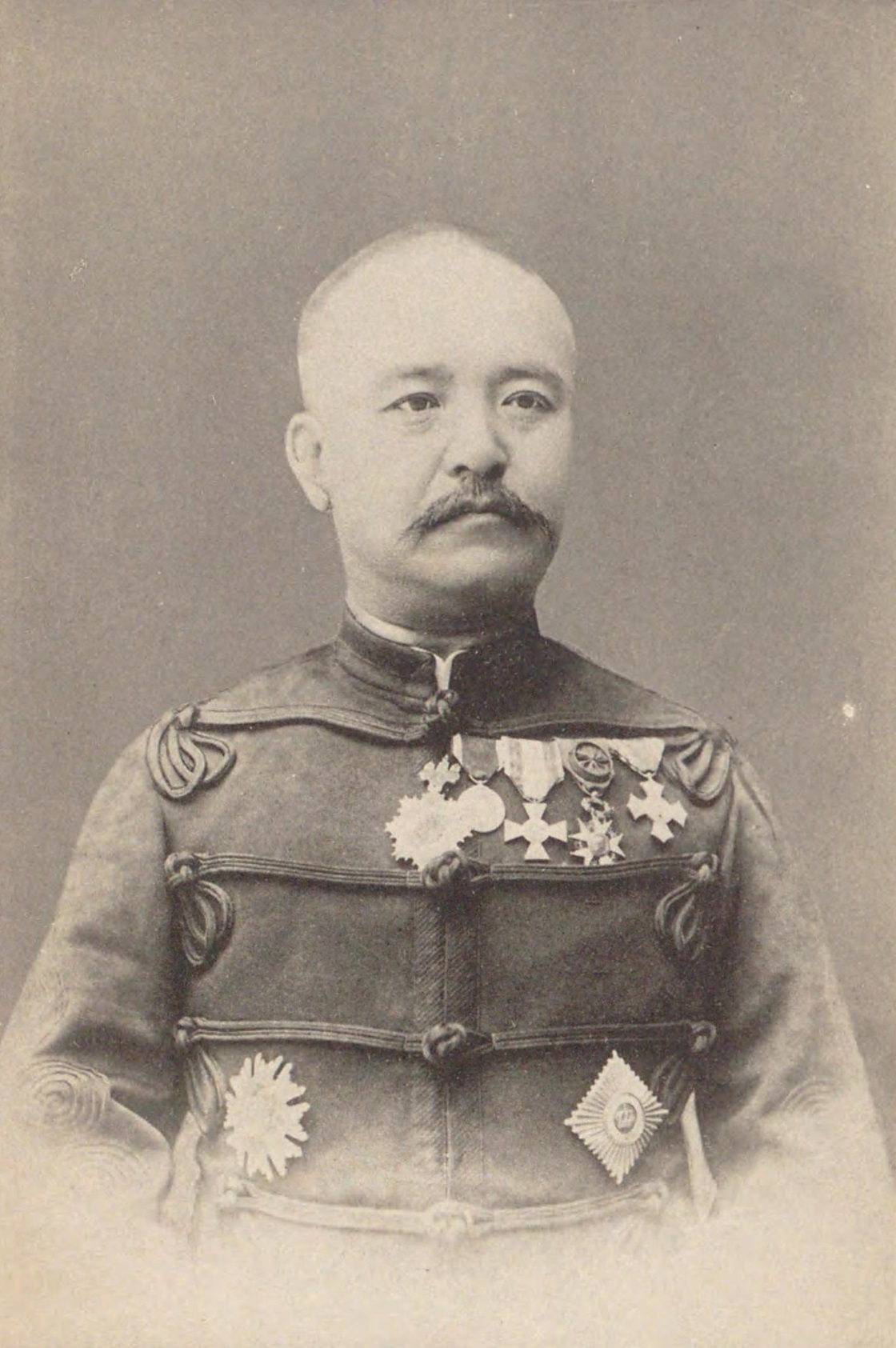
Príncipe Katsura Tarō, três vezes primeiro-ministro do Japão. Ele comandou a 3ª Divisão do EIJ durante a Primeira Guerra Sino-Japonesa.

Durante o intervalo de quase dois meses antes da declaração de guerra, os dois estados-maiores desenvolveram um plano operacional em duas etapas contra a China. A 5ª Divisão do exército desembarcaria em Incheon para impedir um avanço chinês na Coreia, enquanto a marinha enfrentaria a frota de Beiyang em uma batalha decisiva para garantir o controle dos mares. Se a marinha derrotasse decisivamente a frota chinesa e garantisse o comando dos mares, a maior parte do exército realizaria desembarques imediatos na costa entre Shanhaiguan e Tianjin, e avançaria para a planície de Zhili a fim de derrotar as principais forças chinesas e trazer à guerra um desfecho rápido. Se nenhum dos lados obtivesse o controle do mar, o exército se concentraria na ocupação da Coreia e excluiria a influência chinesa ali. Por fim, se a marinha fosse derrotada e, consequentemente, perdesse o comando do mar, as forças japonesas na Coreia receberiam ordens de resistir e lutar em uma ação de retaguarda, enquanto o grosso do exército permaneceria no Japão em preparação para repelir uma invasão chinesa. Este pior cenário também previa tentativas de resgatar a sitiada 5ª Divisão na Coreia, ao mesmo tempo em que reforçava as defesas internas. Os planos de contingência do exército, ofensivos e defensivos, dependiam do resultado das operações navais.
Os confrontos entre as forças chinesas e japonesas em Pungdo e Seongwhan causaram mudanças irreversíveis nas relações sino-japonesas e deixaram claro que agora existia um estado de guerra entre os dois países. Os dois governos declararam guerra oficialmente em 1º de agosto. Inicialmente, o objetivo do estado-maior era proteger a península coreana antes da chegada do inverno e, em seguida, as forças terrestres perto de Shanhaiguan. No entanto, como a marinha não conseguiu trazer a frota de Beiyang para a batalha em meados de agosto, ela retirou-se temporariamente do Mar Amarelo para reformar e reabastecer seus navios. Como consequência, no final de agosto, o estado-maior ordenou um avanço por terra para a expansão de Zhili por meio da Coreia, a fim de capturar bases na Península de Liautum para evitar que as forças chinesas interferissem no ataque a Pequim. O Primeiro Exército, com duas divisões, foi ativado em 1º de setembro. Em meados de 17 de setembro, as forças chinesas conquistaram Pyongyang, enquanto as tropas chinesas sobreviventes recuaram para o norte. A impressionante vitória da marinha em Yalu em 17 de setembro foi crucial para os japoneses, pois permitiu que o Segundo Exército, com três divisões e uma brigada, desembarcasse sem oposição na Península de Liautum, cerca de 160 milhas ao norte de Port Arthur, que controlava a entrada do Golfo de Bohai, em meados de outubro. Enquanto o Primeiro Exército perseguia as forças chinesas remanescentes da Coreia através do rio Yalu, o Segundo Exército ocupou a cidade de Dalian em 8 de novembro e, em seguida, tomou a fortaleza e o porto de Port Arthur em 25 de novembro. Este foi isolado por problemas de abastecimento e pelo clima de inverno.

### Rebelião Boxer
Entre 1899 e 1900, os ataques do movimento Punhos Harmoniosos e Justiceiros contra estrangeiros na China se intensificaram, resultando no cerco das delegações diplomáticas em Pequim. Uma aliança internacional composta por tropas britânicas, francesas, russas, alemãs, italianas, austro-húngaras, americanas e japonesas acabou sendo reunida para socorrer as delegações. Os japoneses forneceram o maior contingente de tropas, 20 840, além de 18 navios de guerra.

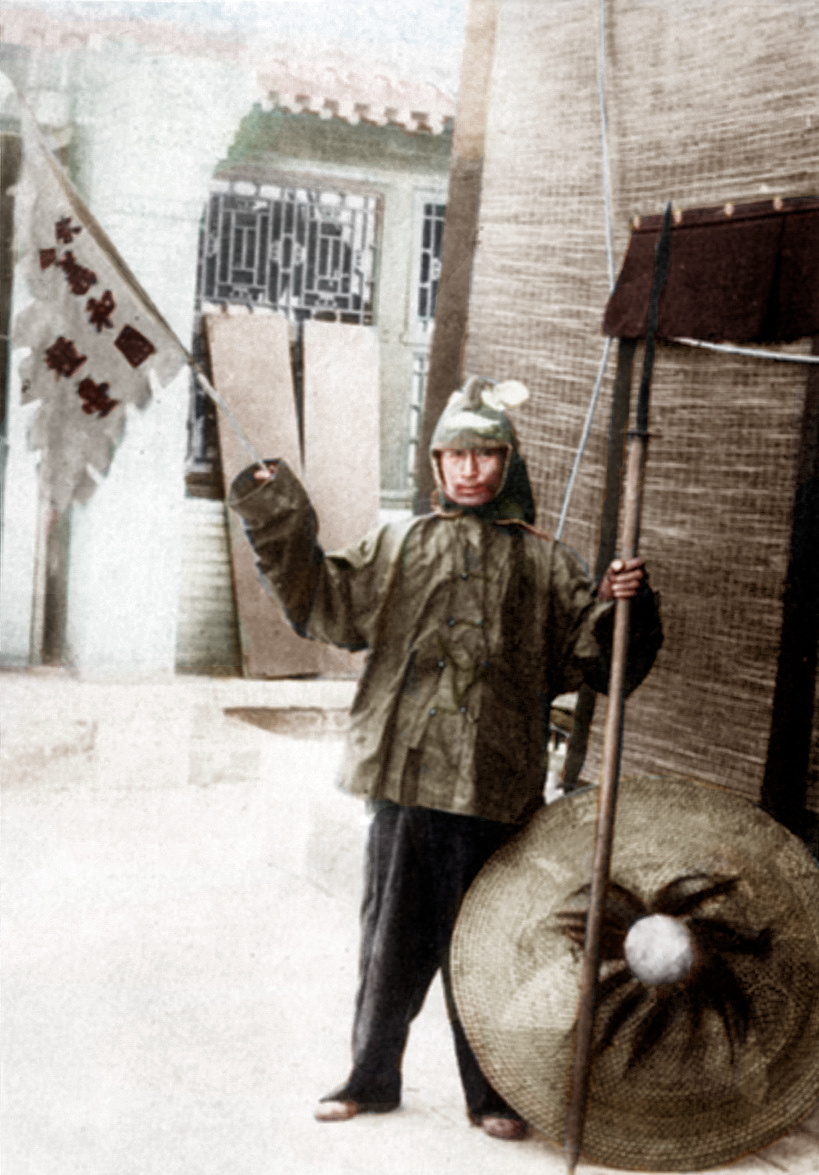
Um rebelde Boxer durante a Rebelião

Uma pequena força de vanguarda reunida às pressas de cerca de 2 000 soldados, sob o comando do almirante britânico Edward Seymour, partiu de trem, de Tianjin para as delegações no início de junho. Em 12 de junho, as forças mistas dos Boxers e do exército regular chinês interromperam o avanço, a cerca de 30 milhas da capital. Os aliados, em desvantagem numérica e em trânsito, retiraram-se para as proximidades de Tianjin, tendo sofrido mais de 300 baixas. O estado-maior do exército em Tóquio tomou conhecimento do agravamento das condições na China e elaborou planos de contingência ambiciosos, mas o governo, à luz da Intervenção Tripla, recusou-se a enviar grandes reforços, a menos que solicitado pelas potências ocidentais. No entanto, três dias depois, o estado-maior despachou uma força provisória de 1 300 soldados, comandada pelo major-general Fukushima Yasumasa, para o norte da China. Fukushima foi escolhido por sua habilidade de falar inglês fluentemente, o que lhe permitiu se comunicar com o comandante britânico. A força desembarcou perto de Tianjin em 5 de julho.
Em 17 de junho, com o aumento das tensões, a marinha de navios japoneses juntou-se a marinheiros britânicos, russos e alemães para tomar os fortes Dagu perto de Tianjin.
 Quatro dias depois, a corte Qing declarou guerra às potências estrangeiras. Os britânicos, diante da situação precária, foram obrigados a pedir reforços adicionais ao Japão, já que os japoneses tinham as únicas forças prontamente disponíveis na região. A Grã-Bretanha na época estava fortemente envolvida na Guerra dos Bôeres e, consequentemente, grande parte do exército britânico estava amarrada na África do Sul. Desdobrar um grande número de tropas de guarnições britânicas na Índia levaria muito tempo e enfraqueceria a segurança interna indiana. Substituindo dúvidas pessoais, o ministro das Relações Exteriores do Japão, Aoki Shūzō, calculou que as vantagens de participar de uma coalizão aliada eram atraentes demais para serem ignoradas. O primeiro-ministro Yamagata também concordou, mas outros no gabinete exigiram que houvesse garantias dos britânicos em troca dos riscos e custos de um grande destacamento de tropas japonesas. Em 6 de julho, a 5ª Divisão de Infantaria foi alertada para um possível deslocamento para a China, mas sem um cronograma definido. Dois dias depois, em 8 de julho, com a necessidade urgente de mais tropas terrestres para ajudarem em Pequim, o embaixador britânico ofereceu ao governo japonês um milhão de libras esterlinas em troca da participação japonesa.

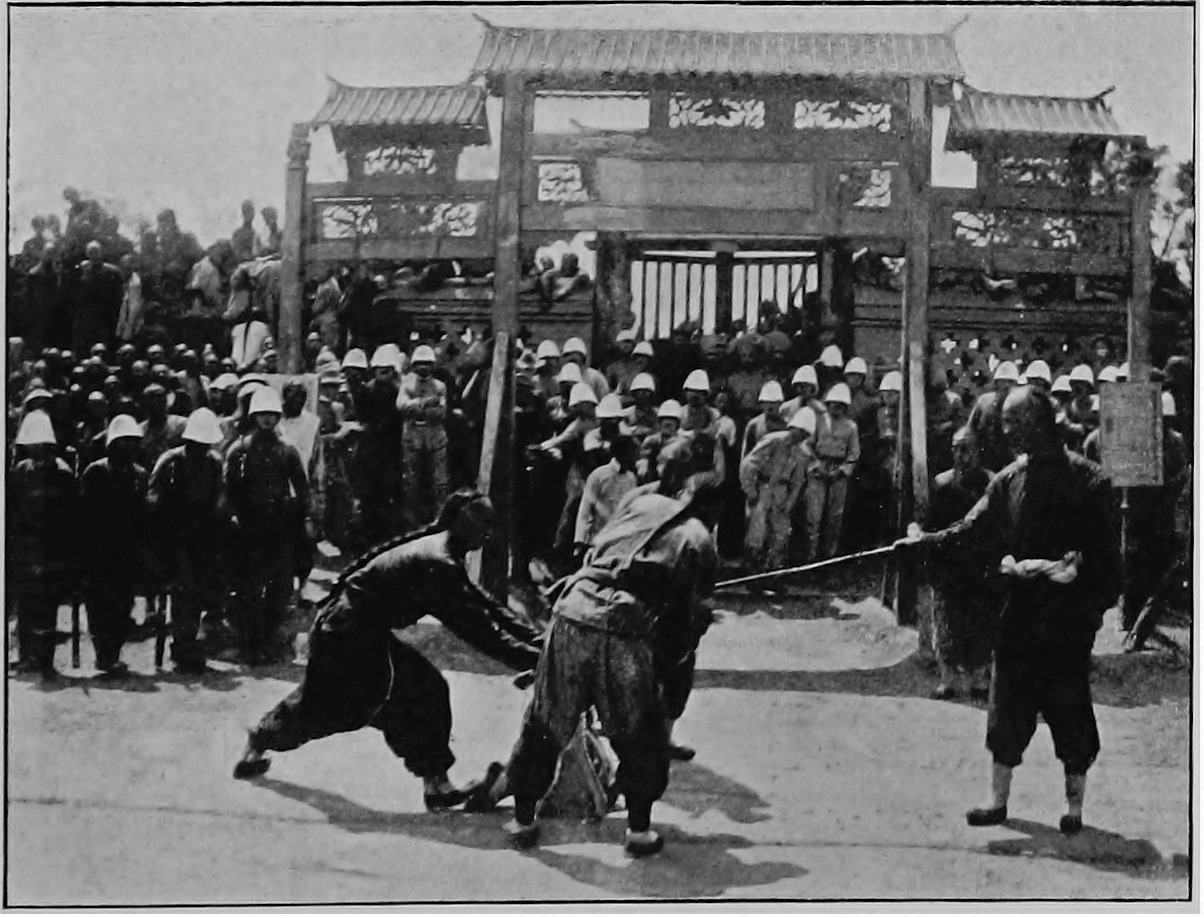
Soldados franceses assistindo um rebelde ser executado

Pouco depois, unidades avançadas da 5ª Divisão partiram para a China, elevando a força japonesa para 3.800 homens, da então força aliada de 17 000 soldados. O comandante da 5ª Divisão, tenente-general Yamaguchi Motoomi, assumiu o controle operacional de Fukushima. Um segundo exército expedicionário aliado mais forte invadiu Tianjin, em 14 de julho, e ocupou a cidade. Os aliados então se consolidaram e aguardaram o restante da 5ª Divisão e outros reforços da coalizão. No início de agosto, a expedição avançou em direção à capital, onde, em 14 de agosto, suspendeu o cerco dos Boxers. Naquela época, a força japonesa de 13 000 homens era o maior contingente individual, representando cerca de 40% dos aproximadamente 33 000 homens da força expedicionária aliada. As tropas japonesas envolvidas na luta se saíram bem, embora um observador militar britânico tenha sentido que sua agressividade, formações densamente compactadas e disposição excessiva para atacar lhes custou baixas excessivas. Por exemplo, durante os combates de Tianjin, os japoneses, embora representassem menos de um quarto (3 800) da força aliada total de 17 000, sofreram mais da metade das baixas, 400 de 730. Da mesma forma, em Pequim, os japoneses, constituindo ligeiramente menos da metade da força de assalto, foi responsável por quase dois terços das perdas, 280 de 453.

### Guerra Russo-Japonesa
A Guerra Russo-Japonesa foi o resultado de tensões entre a Rússia e o Japão após a Rebelião Boxer, em grande parte devido às ambições imperialistas rivais em relação à Manchúria e à Coreia. O exército japonês infligiu graves perdas aos russos; no entanto, eles não foram capazes de desferir um golpe decisivo. O excesso de confiança na infantaria levou a grandes baixas entre as forças japonesas, especialmente durante o cerco de Port Arthur, onde 57 mil soldados japoneses morreram.
O Japão era um país de tradições militares, apesar de enfrentar uma severa crise econômica na época. Com navios menores, mas com grande mobilidade e poder de fogo muito superior ao dos pesados e antigos, navios russos, a Marinha japonesa impôs uma derrota humilhante ao inimigo. A Guerra Russo-Japonesa marcou o reconhecimento do Japão como potência imperialista por parte das nações da Europa, enquanto a derrota russa patenteou a fragilidade do regime czarista e acelerou a sua queda, concretizada na Revolução de 1917. A guerra também foi conhecida como a "primeira grande guerra do século XX".

### Primeira Guerra Mundial
O Império do Japão entrou na Grande Guerra do lado da Tríplice Entente, aliança formada pelo Reino Unido, França e Rússia. Embora tenham sido feitos planos provisórios para enviar uma força expedicionária de até 500 mil homens para a França, a única ação em que o Exército Imperial Japonês esteve envolvido foi o ataque cuidadoso e bem executado à concessão alemã de Tsingtao em 1914.

### Período entreguerras

#### Intervenção na Sibéria
Durante 1917, o Japão continuou a estender sua influência e privilégios na China por meio dos Empréstimos Nishihara. Durante a Intervenção Siberiana, após o colapso do Império Russo após a Revolução Bolchevique, o Exército Imperial Japonês planejou inicialmente enviar mais de 70 000 soldados para ocupar a Sibéria até o Lago Baical. O estado-maior do exército passou a ver o colapso czarista como uma oportunidade de libertar o Japão de qualquer ameaça futura da Rússia, deixando a Sibéria como vassala e formando um estado tampão independente. O plano foi reduzido consideravelmente devido à oposição dos Estados Unidos.

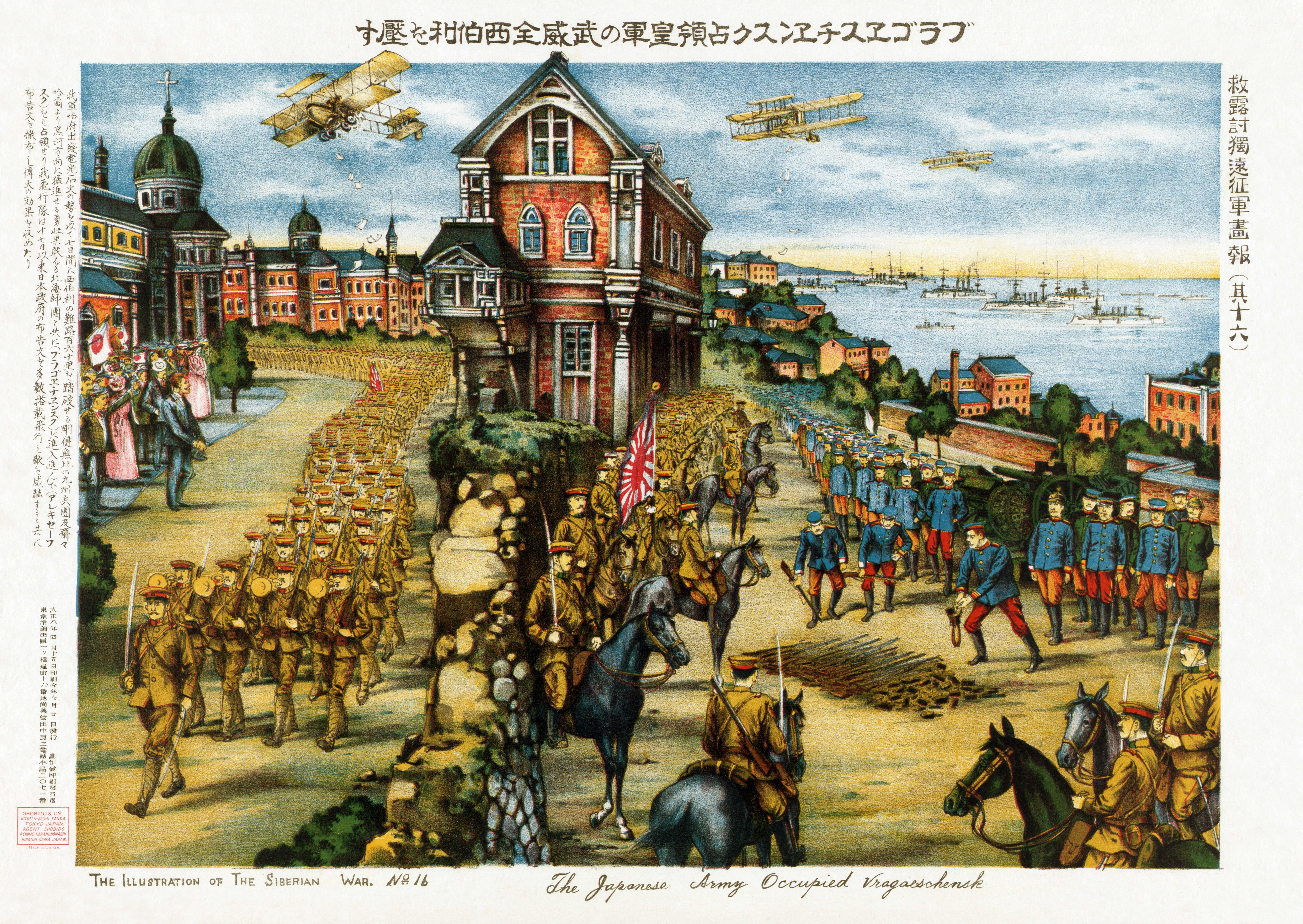
Litografia japonesa retratando a captura de Blagoveshchensk

Em julho de 1918, o presidente dos Estados Unidos, Woodrow Wilson, pediu ao governo japonês que fornecesse 7.000 soldados como parte de uma coalizão internacional de 24 000 soldados para apoiar a Força Expedicionária Americana da Sibéria. Após um acalorado debate na Dieta, o governo do primeiro-ministro Terauchi Masatake concordou em enviar 12 000 soldados, mas sob o comando do Japão, e não como parte de uma coalizão internacional. O Japão e os Estados Unidos enviaram forças à Sibéria para reforçar os exércitos do líder do movimento branco, almirante Aleksandr Kolchak, contra o Exército Vermelho bolchevique. Assim que a decisão política foi tomada, o Exército Imperial Japonês assumiu o controle total sob o comando do Chefe do Estado-Maior General Yui Mitsue e, em novembro de 1918, mais de 70 000 soldados japoneses ocuparam todos os portos e cidades principais nas províncias marítimas russas e no leste da Sibéria.
Em junho de 1920, os Estados Unidos e seus aliados se retiraram de Vladivostoque, após a captura e execução do líder do Exército Branco, almirante Kolchak, pelo Exército Vermelho. No entanto, os japoneses decidiram ficar, principalmente devido ao medo da propagação do comunismo tão perto do Japão e da Coreia controlada pelos japoneses. O Exército Japonês forneceu apoio militar ao Governo Provisório de Priamurye, apoiado pelos japoneses, com sede em Vladivostoque, contra a República do Extremo Oriente, apoiada por Moscou.
A contínua presença japonesa preocupou os Estados Unidos, que suspeitavam que o Japão tinha projetos territoriais na Sibéria e no Extremo Oriente russo. Sujeito a intensa pressão diplomática dos Estados Unidos e da Grã-Bretanha, e enfrentando crescente oposição interna devido ao custo econômico e humano, a administração do primeiro-ministro Katō Tomosaburō retirou as forças japonesas em outubro de 1922.

#### Ascensão do militarismo
Na década de 1920, o Exército Imperial Japonês expandiu-se rapidamente e em 1927 possuía cerca de 300 000 homens. Ao contrário dos países ocidentais, o Exército desfrutou de uma grande independência do governo. De acordo com as disposições da Constituição Meiji, o Ministro da Guerra era responsável apenas pelo próprio Imperador (Hirohito), e não pelo governo civil eleito. Na verdade, as administrações civis japonesas precisavam do apoio do Exército para sobreviver. O Exército controlava a nomeação do Ministro da Guerra e, em 1936, foi aprovada uma lei que estipulava que apenas um general ou tenente-general da ativa poderia ocupar o cargo. Como resultado, os gastos militares como proporção do orçamento nacional aumentaram desproporcionalmente nas décadas de 1920 e 1930, e várias facções dentro das forças armadas exerceram influência desproporcional na política externa japonesa.
O Exército Imperial Japonês era originalmente conhecido simplesmente como Exército (rikugun), mas depois de 1928, como parte da virada do Exército em direção ao nacionalismo romântico e também a serviço de suas ambições políticas, renomeou-se como Exército Imperial (kōgun).
Em 1923, o exército consistia em 21 divisões, mas de acordo com a reforma de 1924, foi reduzido para 17 divisões. Dois saltos no desenvolvimento da indústria militar (1906-1910 e 1931-1934) permitiram o reequipamento das forças armadas.

### Invasão da China
Em 1931, o Exército Imperial Japonês tinha uma força total de 198.880 oficiais e soldados, organizados em 17 divisões. O Incidente de Mukden, como ficou conhecido no Japão, foi uma operação de bandeira falsa em uma ferrovia local de propriedade japonesa encenada pelo Japão, mas atribuída a dissidentes chineses. A ação dos militares, em grande parte independente, levou à invasão da Manchúria em 1931 e, posteriormente, à Segunda Guerra Sino-Japonesa, em 1937. Com a aproximação da guerra, a influência do Exército Imperial sobre o imperador diminuiu e a influência da Marinha Imperial Japonesa aumentou. Mesmo assim, em 1938, o Exército havia sido expandido para 34 divisões.

### Conflitos com a União Soviética
De 1932 a 1945, o Império do Japão e a União Soviética tiveram uma série de conflitos. O Japão havia colocado sua mira militar no território soviético como resultado da doutrina Hokushin-ron, e o estabelecimento japonês de um estado fantoche na Manchúria levou os dois países a um conflito. A guerra durou intermitentemente com as últimas batalhas da década de 1930 (a Batalha do Lago Khasan e as Batalhas de Khalkhin Gol), terminando em uma vitória decisiva para os soviéticos. Os conflitos cessaram com a assinatura do Pacto de Neutralidade Nipônico-Soviético em 13 de abril de 1941. No entanto, mais tarde, na Conferência de Ialta, Stalin concordou em declarar guerra ao Japão; e em 5 de agosto de 1945, a União Soviética anulou seu acordo de neutralidade com o Japão.

### Segunda Guerra Mundial

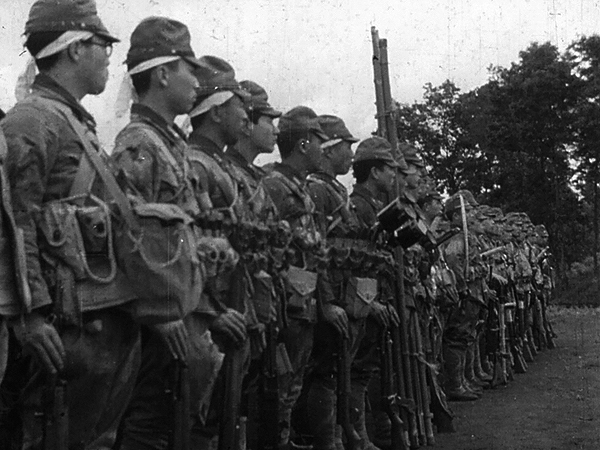
Soldados do exército imperial.

Em 1941, o Exército Imperial Japonês tinha 51 divisões e várias unidades especiais de artilharia, cavalaria, antiaérea e blindada totalizando 1 700 000 soldados. No início da Segunda Guerra Mundial, a maior parte do exército japonês (27 divisões) estava estacionada na China. Outras 13 divisões defendiam a fronteira da Mongólia, devido a preocupações com um possível ataque da União Soviética. A partir de 1942, soldados foram enviados para Hong Kong (23º Exército), Filipinas (14º Exército), Tailândia (15º Exército), Birmânia (15º Exército), Índias Orientais Neerlandesas (16º Exército) e Malásia (25º Exército). Em 1945, havia 6 milhões de soldados no Exército Imperial Japonês.
A partir de 1943, as tropas japonesas sofreram com a escassez de suprimentos, especialmente alimentos, remédios, munições e armamentos, em grande parte devido a perdas de navios japoneses por submarinos inimigos. A falta de suprimentos fez com que um grande número de caças se tornasse inutilizável por falta de peças sobressalentes, e "até dois terços do total de mortes militares do Japão no conflito resultaram de doenças ou fome".

#### Salário

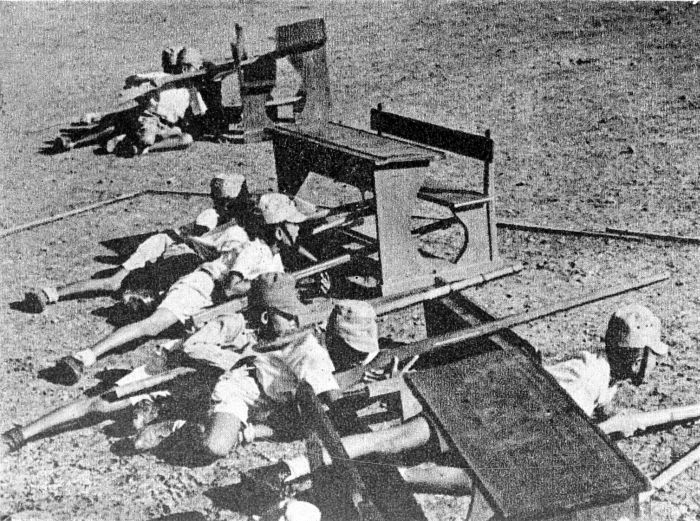
Crianças indonésias recrutadas pelo Japão como escudo humano, 1945

Em 1942, um soldado raso americano recebia aproximadamente U$ 50 por mês (ou 204 ienes), o que significa que o soldado de patente mais baixa nas forças armadas dos Estados Unidos ganhava o equivalente ao salário máximo de um major do Império Japonês e cerca de 25 vezes mais do que um soldado imperial japonês do mesmo posto. Embora faixas salariais desproporcionais não fossem incomuns entre os militares durante a Segunda Guerra Mundial, os homens que serviam no EIJ eram muito mal remunerados.
Para complicar ainda mais as coisas, em 1942, a maioria dos soldados japoneses era paga com o iene militar japonês (JMY), uma moeda sem lastro que não podia ser trocada pelo iene japonês normal. Nos territórios sob ocupação japonesa, o iene militar - ou "dinheiro da invasão japonesa", como passou a ser conhecido pelos locais - era a única moeda legal em circulação. As autoridades japonesas ordenaram a entrega de todas as outras notas bancárias nos territórios sob sua ocupação e forneceram compensação a uma "taxa de câmbio" conforme entenderam, na forma de JMY. Isso teve o efeito de proporcionar aos soldados japoneses em muitos territórios ocupados um maior grau de retorno por seus baixos salários do que teriam recebido de outra forma. No entanto, no final da guerra, o ministério das finanças do Japão Imperial cancelou todas as notas do banco militar, tornando o iene militar sem valor.

#### Crimes de guerra
Ao longo da Segunda Guerra Sino-Japonesa e da Segunda Guerra Mundial, o Exército Imperial Japonês mostrou imensa brutalidade e se envolveu em inúmeras atrocidades contra civis, bem como prisioneiros de guerra - sendo o Massacre de Nanquim o exemplo mais conhecido. Outros crimes de guerra cometidos pelo Exército Imperial Japonês incluíram estupro e prostituição forçada, marchas da morte, uso de guerra biológica contra civis e a execução de prisioneiros de guerra. Tais atrocidades durante a guerra causaram milhões de mortes.

### Pós Segunda Guerra

#### Força Terrestre de Autodefesa do Japão

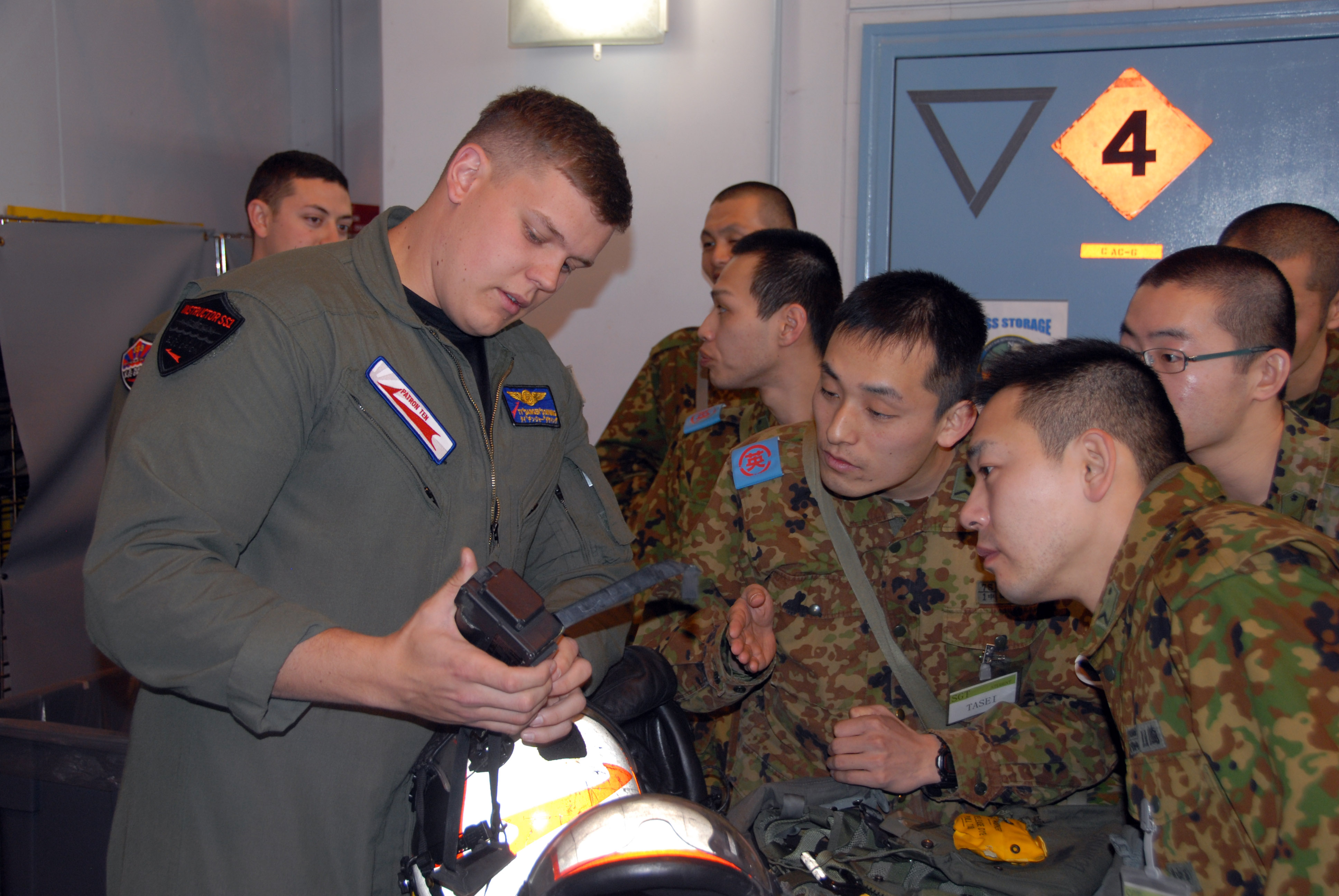
Soldados da força japonesa aprendendo sistemas navais.

O Artigo 9 da Constituição japonesa renunciou ao direito de usar a força como meio de resolver disputas. Isso foi decretado pelos japoneses para evitar o militarismo, que levou à participação do país na Segunda Guerra. Porém, em 1947 foi formada a Força de Segurança Pública; mais tarde, em 1954, nos estágios iniciais da Guerra Fria, a Força de Segurança Pública formou a base da recém-criada Força Terrestre de Autodefesa. Embora significativamente menor do que o antigo Exército Imperial Japonês e apenas para fins defensivos, esta força constitui o exército moderno do Japão.